# Kalme (Elva)
Kalme is een plaats in de Estlandse gemeente Elva, provincie Tartumaa. De plaats heeft de status van dorp (Estisch: küla).
Tot in oktober 2017 lag Kalme in de gemeente Rõngu. In die maand werd Rõngu bij Elva gevoegd.

## Bevolking
De ontwikkeling van het aantal inwoners blijkt uit het volgende staatje:
| Jaar            | 2000 | 2011 | 2017 | 2019 | 2020 | 2021 |
| --------------- | ---- | ---- | ---- | ---- | ---- | ---- |
| Aantal inwoners | 96   | 102  | 104  | 111  | 119  | 140  |

## Geografie
Kalme ligt aan de rivier Rõngu, die in de buurt van het dorp haar bron heeft. Tussen Kalme en Uderna loopt de spoorlijn Tartu - Valga. Tot in 2008 bestond er een station Uderna, dat echter op het grondgebied van Kalme lag. In dat jaar ging de spoorlijn dicht voor een opknapbeurt. Eind 2009 ging de lijn weer open, maar het station Uderna bleef gesloten.

## Geschiedenis
Kalme is vernoemd naar Kalmemäe, een heuvel die tot in 1919 op het landgoed van Uddern (Uderna) lag. Pas rond het jaar 1939 werd Kalme een apart dorp; voor die tijd viel het onder Uderna. Op het grondgebied van Kalme ligt Kanepi (Duits: Kanepäh), in de 19e eeuw een veehouderij op het landgoed Uddern.